# L'Via L'Viaquez
L'Via L'Viaquez è un brano musicale della band The Mars Volta, pubblicato come secondo singolo estratto dall'album Frances the Mute del 2005.
La versione integrale, contenuta nell'album in studio, dura 12 minuti e 22 secondi mentre l'adattamento per la televisione e le radio ha una durata ridotta a 4 minuti e 28 secondi.
La canzone, il cui testo ha la caratteristica di alternare parti in castigliano con versi in inglese, dispone di tre assoli di chitarra: i primi due eseguiti da John Frusciante (Red Hot Chili Peppers, Ataxia), l'ultimo suonato da Omar Rodríguez-López.
Sul finire del brano è possibile ascoltare, inoltre, un assolo di pianoforte eseguito da Larry Harlow, noto musicista di salsa e collaboratore del gruppo per alcuni concerti dal vivo.
Il brano appare anche nel videogioco musicale Guitar Hero World Tour.

## Tracklist
1. The Bible and the Breathalyzer - 5:17
2. L'Via L'Viaquez (Edit) - 4:29
3. L'Via L'Viaquez (Video) - 4:29